# Halowe Mistrzostwa Świata w Lekkoatletyce 1991 – chód na 3000 m kobiet
Chód na 3000 m kobiet – jedna z konkurencji rozgrywanych podczas halowych mistrzostw świata w lekkoatletyce w 1991. Eliminacje odbyły się 8 marca, a finał został rozegrany 10 marca.
Do eliminacji zgłoszonych zostało 19 zawodniczek z 12 państw.
Zawody w tej konkurencji wygrała reprezentantka Niemiec Beate Anders. Drugą pozycję zajęła zawodniczka z Australii Kerry-Anne Saxby-Junna, trzecią zaś reprezentująca Włochy Ileana Salvador.

## Wyniki

### Eliminacje
Źródło: 
Bieg 1
| Miejsce | Zawodniczka       | Państwo           | Wynik    | Uwagi |
| ------- | ----------------- | ----------------- | -------- | ----- |
| 1.      | Ileana Salvador   | Włochy            | 12:33,23 |       |
| 2.      | Jelena Nikołajewa | ZSRR              | 12:34,73 |       |
| 3.      | Beate Anders      | Niemcy            | 12:35,27 |       |
| 4.      | Olga Sánchez      | Hiszpania         | 12:47,80 |       |
| 5.      | Zuzana Zemková    | Czechosłowacja    | 13:05,89 |       |
| 6.      | Victoria Herazo   | Stany Zjednoczone | 13:15,99 |       |
| –       | Viera Toporek     | Austria           | DSQ      |       |
| –       | Janice McCaffrey  | Kanada            | DSQ      |       |
| –       | Mária Rosza       | Węgry             | DSQ      |       |
| –       | Sari Essayah      | Finlandia         | DSQ      |       |

Bieg 2
| Miejsce | Zawodniczka            | Państwo        | Wynik    | Uwagi |
| ------- | ---------------------- | -------------- | -------- | ----- |
| 1.      | Annarita Sidoti        | Włochy         | 13:05,10 |       |
| 2.      | Olga Kardopolcewa      | ZSRR           | 13:05,43 |       |
| 3.      | Kathrin Born           | Niemcy         | 13:05,47 |       |
| 4.      | Kerry-Anne Saxby-Junna | Australia      | 13:06,38 |       |
| 5.      | Emilia Cano            | Hiszpania      | 13:16,06 |       |
| 6.      | Miriam Ramón           | Ekwador        | 13:25,13 | AR    |
| 7.      | Alison Baker           | Kanada         | 13:53,21 |       |
| –       | Ildikó Ilyés           | Węgry          | DSQ      |       |
| –       | Kamila Holpuchová      | Czechosłowacja | DSQ      |       |

### Finał
Źródło: 
| Miejsce | Zawodniczka            | Państwo           | Wynik    | Uwagi |
| ------- | ---------------------- | ----------------- | -------- | ----- |
| 01 !    | Beate Anders           | Niemcy            | 11:50,90 | WR    |
| 02 !    | Kerry-Anne Saxby-Junna | Australia         | 12:03,21 |       |
| 03 !    | Ileana Salvador        | Włochy            | 12:07,67 | NR    |
| 4.      | Olga Kardopolcewa      | ZSRR              | 12:07,70 | PB    |
| 5.      | Jelena Nikołajewa      | ZSRR              | 12:09,60 | PB    |
| 6.      | Emilia Cano            | Hiszpania         | 12:40,87 | PB    |
| 7.      | Olga Sánchez           | Hiszpania         | 12:54,40 |       |
| 8.      | Zuzana Zemková         | Czechosłowacja    | 12:59,85 |       |
| 9.      | Victoria Herazo        | Stany Zjednoczone | 13:09,90 |       |
| 10.     | Miriam Ramón           | Ekwador           | 13:24,95 | AR    |
| –       | Annarita Sidoti        | Włochy            | DSQ      |       |
| –       | Kathrin Born           | Niemcy            | DSQ      |       |